# 스티븐 리 (음악 프로듀서)
스티븐 리(영어: Steven Lee)는 한국계 미국인 음악 프로듀서이다. 대한민국에서 태어나 미국 캘리포니아주에서 자랐으며, 일본에서 오래 일하였다. 어려서부터 음악을 좋아하였고, 6학년 때 첫 작곡을 하였으며, 17세부터 프로듀서로 일하다가, 일본의 음악 산업에서 일하는 조이 카본(Joey Carbone)에게 준 데모 곡이 호평을 받으면서 J-pop 산업에서 일하기 시작하였다.